# Jason Morris (judoka)
Jason Morris, född den 3 februari 1967 i Scotia, New York, är en amerikansk judoutövare.
Han tog OS-silver i herrarnas halv mellanvikt i samband med de olympiska judotävlingarna 1992 i Barcelona.